# Miljan Zeković
Miljan Zeković (en serbe : Mиљaн Зeкoвић) (né le 15 novembre 1925 à Nikšić dans le royaume de Yougoslavie - mort le 10 décembre 1993) est un footballeur monténégrin (international yougoslave), qui évoluait en tant qu'arrière gauche.

## Biographie

### Club
Il a joué dans les clubs monténégrins du FK Sutjeska Nikšić et du Budućnost Titograd avant de devenir, en 1951, un des défenseurs les plus mémorables (arrière latéral) du club serbe de l'Étoile rouge de Belgrade, où il reste jusqu'en 1960.
Il remporte avec ce club le championnat de Yougoslavie, lors des saisons 1952-53, 1955-56, 1956-57 et 1958-59, ainsi que deux éditions de la coupe de Yougoslavie, en 1958 et 1959. 
Après avoir quitté le club de Belgrade, il joue une saison au poste d'attaquant au NK Čelik Zenica, avant de rejoindre Bernard Vukas dans le championnat d'Autriche avec Grazer AK où il joue trois saisons, jusqu'en 1965.

### Sélection
Il a joué un total de treize matchs pour l'équipe de Yougoslavie. Il fait ses débuts en sélection nationale le 21 septembre 1952 à Belgrade contre l'Autriche (victoire 4-2), ainsi que son dernier match le 11 novembre 1955 à Paris contre la France (match nul 1-1).

### Entraîneur
Après sa retraite de joueur, il travaille une saison en tant qu'entraîneur pour le FK Dubočica Leskovac, avant de partir en Grèce où il travaille pendant six ans.